# Ewald Ammende
Ewald Ammende (3 de gener de 1893 a Pernau, Livònia, Imperi Rus - 15 d'abril de 1936 a Pequín, Xina) va ser un periodista estonià, activista de drets humans i polític d'origen germanobàltic.

## Biografia
Ewald Ammende provenia d'una família mercantil rica, influent i establerta des de fa molt de temps a Livònia. Després d'anar a l'escola secundària a Pernau, va estudiar comerç en el Politècnic de Riga, economia a Colònia i Tübingen, i va rebre el seu doctorat en ciències polítiques a la Universitat de Christian-Albrecht a Kiel.
Durant la Primera Guerra Mundial, va treballar en el negoci de subministrament d'aliments per a ciutats del sud de Rússia. Després de la divisió de la regió històrica de Livònia en Estònia i Letònia, Ammende va començar a fer campanya per a les minories nacionals en l'àmbit internacional. De 1919 a 1922 va treballar com a editor i director de publicacions en l'hebdomadari Rigasche Rundschau (‘Revista de Riga’), en la qual va cooperar amb Paul Schiemann. Com a cofundador de l'Associació de Minories Alemanyes a Europa, Ammende va tenir un paper clau en la creació de la Llei d'Autonomia Cultural de les Minories a Estònia el 1925. El mateix any, representants d'ètnies minoritàries de diferents països van elegir-lo secretari general del Congrés de Nacionalitats Europees (ENK).
Es va convertir en un ferm defensor dels drets de les minories ètniques i va establir una organització paraigua per a representar les organitzacions de minories ètniques (no tan solament les dels alemanys ètnics). Ammende va assumir que una solució de les qüestions nacionals no seria factible a través del irredemptisme i, per tant, va buscar un equilibri entre els interessos dels grups ètnics i els dels estats nacionals sobre la base del reconeixement mutu. En la seva funció de secretari general de l'ENK, va ser instrumental en ajudar les associacions jueves a presentar la Petició de Bernheim, que el va desacreditar davant els nacionalsocialistes. Al mateix temps, va entrar en conflicte amb els Estats Units i el govern soviètic a causa de diverses accions d'ajuda humanitària i campanyes de l'ENK.
Ewald Ammende també va ser director honorari de l'«Organització d'ajuda interconfessional i transnacional del Cardenal Arquebisbe de Viena». Va ser en contacte amb el cardenal Theodor Innitzer, que el va ajudar per a publicar el seu llibre més famós, Muss Russland hungern? Menschen und Völkerschicksale in der Sowjetunion (‘Ha de morir de fam Rússia? Destinacions de persones i pobles en la Unió Soviètica’). La paraula «Rússia» del títol, com era comú en aquests anys, es referia al conjunt de la Unió Sovètica, tot i que el llibre cobria principalment esdeveniments a Ucraïna i Kuban (Caucas occidental). El llibre va provocar molta controvèrsia a causa de la seva descripció contemporània de la fam soviètica (actualment coneguda com a Holodomor). Ammende també hi va discutir l'opressió sistemàtica de diverses minories a Ucraïna, inclosos els polonesos, els magiars, els romanesos, els jueus, els belarussos i els alemanys de Crimea. Tot i que el rebuig d'Ewald Ammende dels nacionalsocialistes ja era conegut en el moment de la publicació del llibre, les autoritats soviètiques van acusar l'ENK de promoure la propaganda nacionalsocialista. Aquesta representació enganyosa es va estendre durant el període de postguerra entre els historiadors d'Alemanya Oriental, fins a la literatura de recerca moderna. Alguns historiadors arriben a etiquetar tota la campanya internacional de l'ENK sobre la consciència de la fam com a part de la política anti-Komintern del règim nazi. Ammende va utilitzar en el seu llibre fotos no acreditades fetes per Alexander Wienerberger durant el seu treball a Khàrkiv el 1933; Aquestes fotos són actualment ben conegudes i han estat reimpreses en moltes ocasions.
Ewald Ammende va morir el 15 d'abril de 1936 en circumstàncies fosques a Beijing, on volia reunir-se amb representants de minories jueves de Waldheim (Província Autònoma dels Hebreus a l'Extrem Orient). Només és clar que va morir a l'Hospital Alemany a Beijing. Els obituaris van aparèixer en molts diaris europeus i apuntaven causes de la mort ben diverses: assassinat, suïcidi, atac cardíac, vessament cerebral o un xoc de sucre (que actualment es considera una possible raó, a causa dels antecedents familiars de la mateixa malaltia). Després de la seva mort, el seu germà i la seva mà dreta, Erich Ammende, es van fer càrrec provisionalment de la gestió de l'ENK. El seu germà el va sobreviure només set mesos i va morir a Viena.
Va ser enterrat al cementiri Alevi a Pärnu, Estònia.

## Treballs seleccionats
- Die Hilfsaktion für Petersburg. R. Ruetz Riga, 1920.
- Die Agonie einer Weltstadt. Helft Petersburg! R. Ruetz Riga, 1920.
- Europa und Sowjet-Rußland. Curtius-Verlag Berlin, 1921.
- Die Gefährdung des europäischen Friedens durch die nationale Unduldsamkeit. Karl Jaspers Wien, 1927.
- Nationalitäten in den Staaten Europas. Braumüller Universitäts-Verlagsbuchhandlung Wien und Leipzig, 1931.
- Muss Russland Hungern?: Menschen- und Völkerschicksale in der Sowjetunion (en alemany).  W. Braumüller Universitäts-Verlagsbuchhandlung, 1935.
- Human Life in Russia. G. Allen & Unwin London, 1936.